# Lovorno
Lovorno je malo selo smješteno podno Kune Konavoske koja je polazna točka za najviši konavoksi vrh - Sniježnicu (1234 m). Ime je dobilo po stablima lovora kojeg naravno ima oko svake kuće. 
Iz Lovornog je poznata pjevačica Tereza Kesovija.
Lovorno je i rodno selo jednog od vođa konavoske bune Cvijeta Muja. Kada je Dubrovačka republika 1799. godine uvela nove namete svojem stanovništvu, u Konavlima se dogodila buna, a jedan od predvodnika bune bio je i Cvijeto Mujo, iz Lovorne. Buna je trajala nekoliko mjeseci. Konavle su bila izvan kontrole Dubrovačke Republike.  
U selu postoje tri kapele Sv. Ane, Sv. Ilije i Velike Gospe, a djeluju dva bratstva Sv. Ane i Velike Gospe. Lovorno obiluje izvorima pitke vode kao sto su Badri, Bizurad, Lovorna i dr. Kuće su smještene u dvije zone naseljenosti u selu uz cestu Zvekovica - Vodovađa i u polju uz Komunski put.

## Zanimljivosti
Lokalno je stanovništvo poznato po ruralnom kompleksu Groti smještenom neposredno pored crkvice svete Ane koja je ujedno i zaštitnica tog sela.
Lovorno je jedno od rijetih sela koje ima i svoju himnu "Grme Groti i Kadrma naša", koju čine i stihove pjesme "Oj Sniježnico visoka planino".
Grme Groti
Grme Groti, oj grme Groti i Kadrma naša
Sve se trese, oj sve se trese od naših Rajdaša
Kad Rajdani, oj kad Rajdani kasno kući dođu,
Sve se trese, oj sve se trese, kuda oni prođu.
Grme Groti Kadrma, grme Groti Kadrma,
Grme Groti Kadrma, Rotin Kuk i Žalina.
Oj Sniježnico visoka planino
Oj Sniježnico visoka planino
nad tobom se vijaju oblaci, a pod tobom rađaju junaci.
Ti nam gajiš svoje sokolove,
Lovorane koji tebe vole.
Bog pomogo braću Lovorane
i dao im duge stretne dana.
Vama pjevam, sebi rane ličim,
Lovorani s vam se dičim.
Iz mjesta se pruža pogled na Konavle.

## Stanovništvo
Prema popisu stanovnika iz 2011. godine u Lovornom obitavaju 183 stanovnika.
| broj stanovnika | 348   | 361   | 375   | 385   | 351   | 315   | 247   | 259   | 262   | 252   | 239   | 265   | 256   | 213   | 160   | 183   | 188   |
|                 | 1857. | 1869. | 1880. | 1890. | 1900. | 1910. | 1921. | 1931. | 1948. | 1953. | 1961. | 1971. | 1981. | 1991. | 2001. | 2011. | 2021. |